# Île de San Simón
L'Île de San Simón, (en espagnol Isla de San Simón et en galicien Illa de San Simón), est une île inhabitée appartenant à l'archipel de San Simón, avec l'île de San Antón et d'autres îlots de la Ría de Vigo. Elle appartient à la paroisse de Cesantes de la commune galicienne de Redondela, en Espagne.

## Description
Elle préside l'ensenada de San Simón (es), à l'extrémité intérieure de l'estuaire de Vigo, qui baigne les communes de Redondela, Soutomaior et Vilaboa. Elle est reliée à l'île de San Antón par un pont. Les deux îles mesurent ensemble 250 m de long et 84 m de large. Il y a également deux autres petits îlots, San Bartolomé et San Norberto.
Tout au long de son histoire, l'île a été utilisée comme monastère, lazaret, prison et foyer pour enfants orphelins.

## Aire protégée
Les deux îles sont classées Site d'intérêt culturel, catégorie site historique, depuis le 29 juillet 1999.
Elles sont aussi une zone spéciale de conservation du Réseau Natura 2000.

## Historique

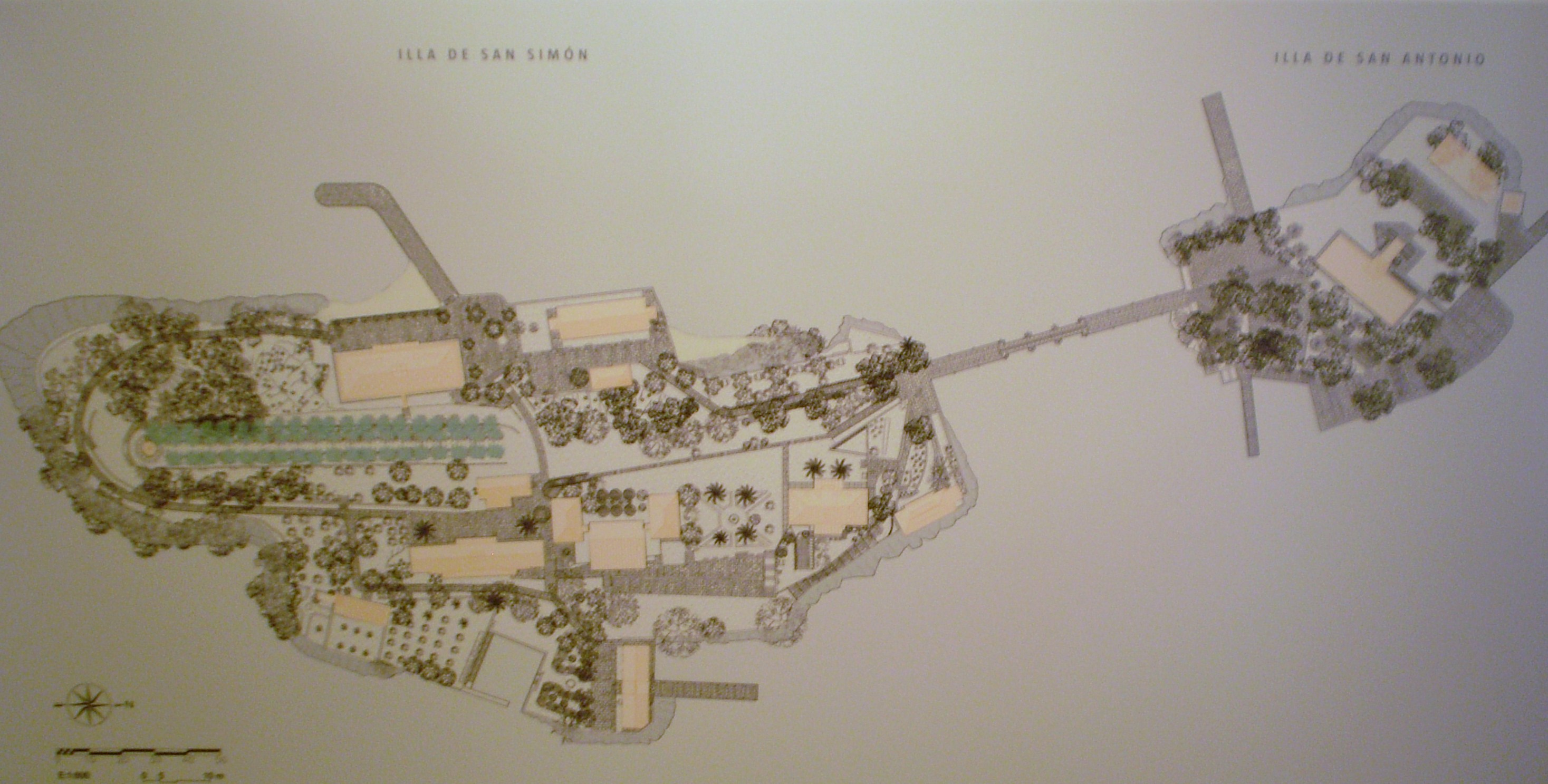
Carte de l'archipel de San Simon

### Moyen Âge

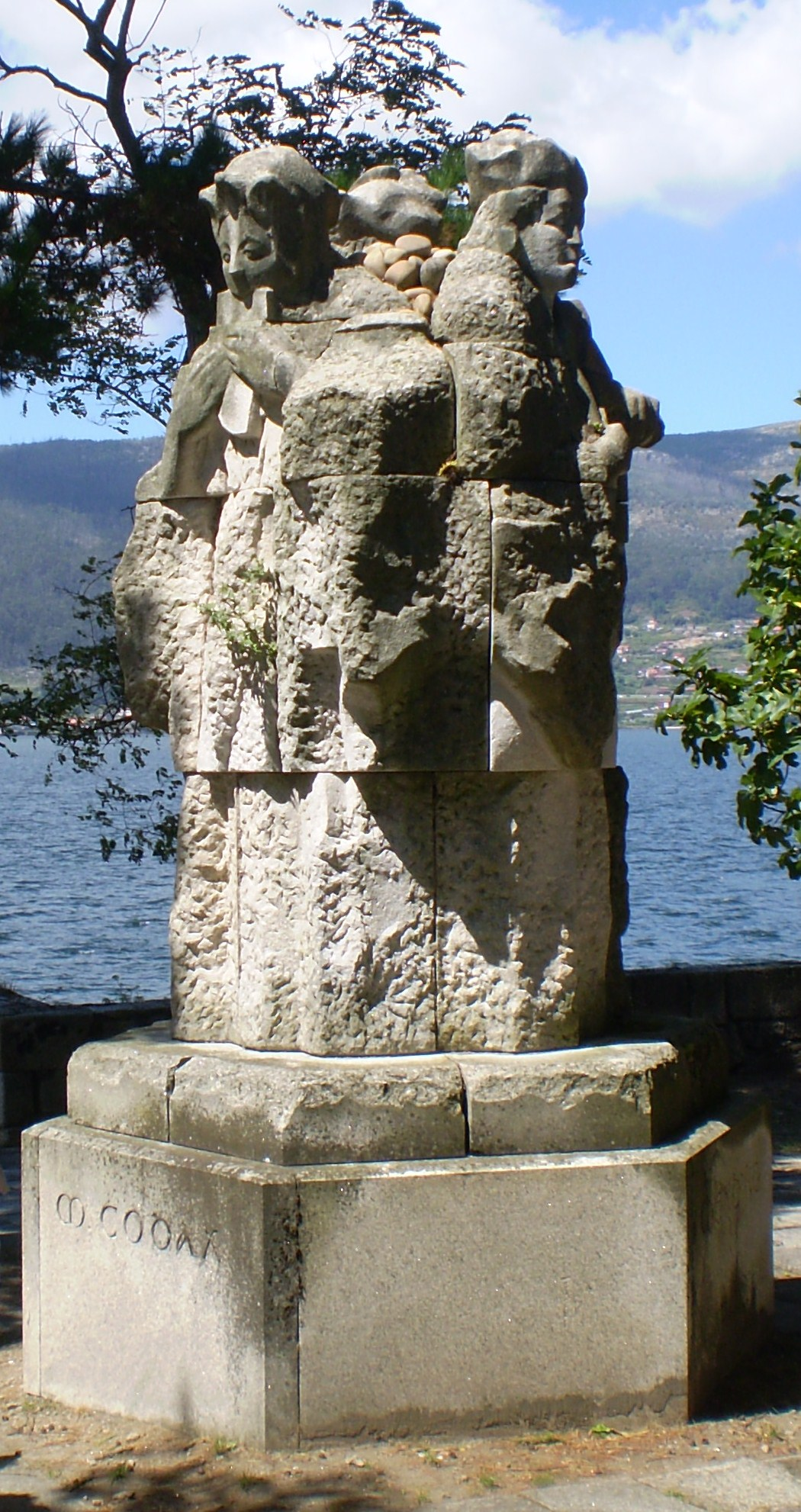
Statue de Mendinho, Johan de Cangas et Martín Códax.

L'île de San Simón était un ancien centre monastique dont le poète Meendiño (es) a chanté au Moyen Âge ; cette chanson est le seul écrit connu de l'auteur. En son honneur, un buste a été réalisé sur l'île, ainsi qu'à Johan de Cangas et Martín Codax.

« J'étais assis dans l'ermitage de San Simón
et les vagues m'entouraient, qui étaient grandes,
je m'occupais de mon ami,
je m'occupais de mon ami…. »

Entre les XIIe et XIIIe siècles, elle fut habitée par les Templiers, puis par les Franciscains, l'Ordre des Pascals de San Simón. Mais en 1307, cet ordre religieux subit l'excommunication et fut contraint de quitter l'île.
Après être resté abandonné pendant près d'un siècle, le diocèse de Tui, qui jusqu'alors avait le contrôle politique de l'île, fut cédé à Isabelle la Catholique, dans un acte de bonté et de gratitude pour sa fidélité.
En 1589, elle fut pillée par des pirates anglais, parmi lesquels le célèbre Francis Drake.

### DuXVIIIesièclejusqu'à la guerre civile espagnole

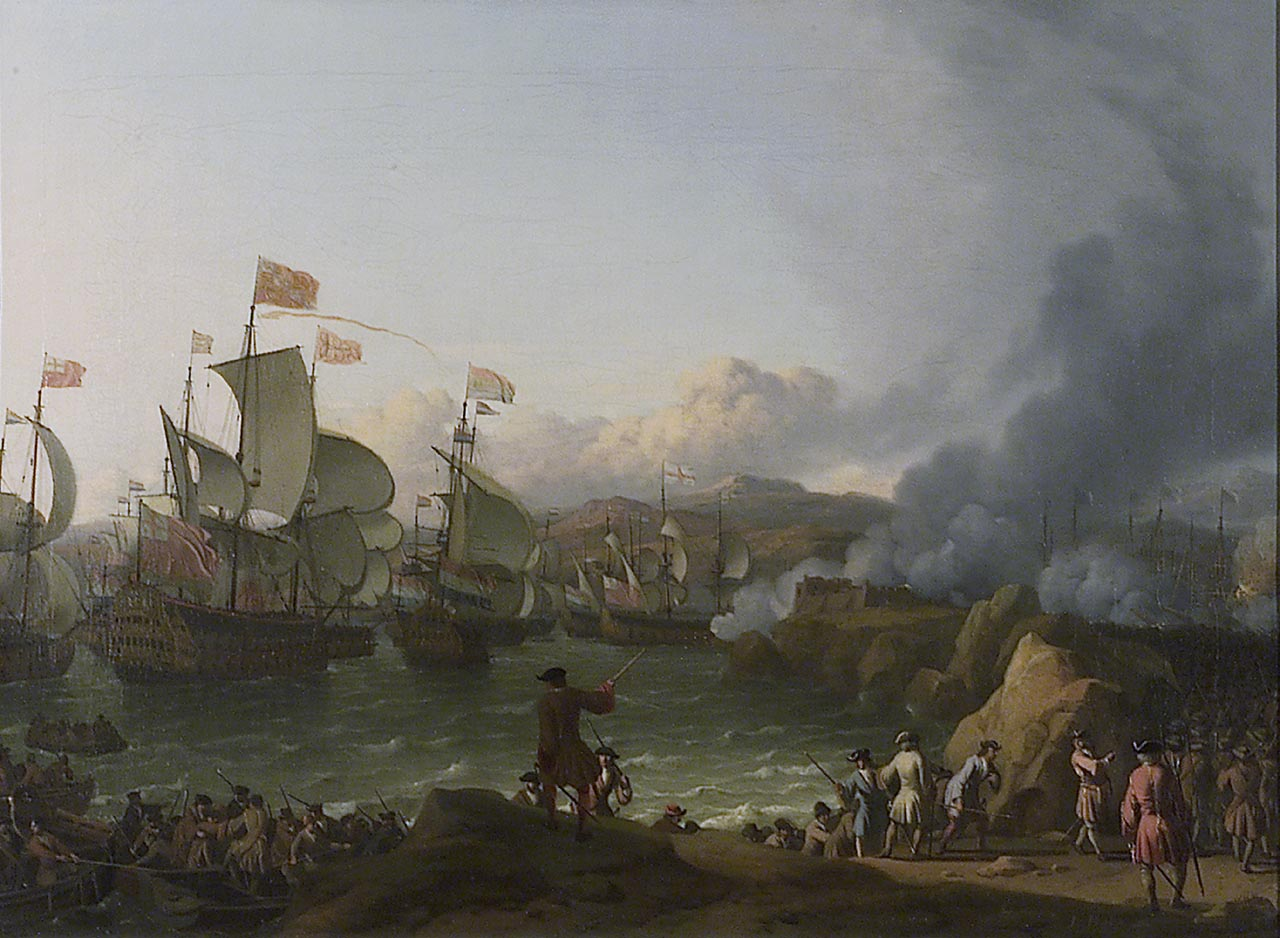
La bataille de la baie de Vigo, 12 octobre 1702.

Pendant la guerre de Succession d'Espagne, la bataille navale de Vigo eut lieu près de San Simón entre une flotte anglo-hollandaise commandée par George Rooke et Philips van Almonde et une flotte franco-espagnole commandée par François Louis Rousselet de Châteaurenault et Manuel de Velasco y Tejada, le 23 octobre 1702. Rooke et van Almonde tentèrent de capturer la flotte des Indes chargée du trésor et, lors de la bataille qui s'ensuivit, anéantirent complètement la flotte de Châteaurenault et de Velasco, capturant ou détruisant leurs 18 navires de guerre. Cependant, la flotte chargée du trésor avait déchargé la majeure partie de sa cargaison quelques semaines auparavant, laquelle était en cours d'escorte vers Madrid, au grand dam des Anglais et des Hollandais. Après la bataille, les forces anglo-hollandaises attaquèrent avec succès les municipalités de l'estuaire de Vigo, notamment Cangas, Redondela, Vigo et Soutomaior, aidées par la faiblesse des forces espagnoles dans la région. Les forces anglo-néerlandaises débarquèrent également sur San Simón au lendemain de la bataille, et occupèrent brièvement l'île avant de se retirer.
Lors des raids, l'église de San Pedro fut incendiée et ne fut restaurée qu'au XIXe siècle. Les informations sur la localisation de la cargaison de la flotte franco-espagnole depuis la bataille sont floues, et de nombreuses plongées ont été effectuées après le naufrage des navires, mais aucune trace d'or ni d'autres matériaux précieux n'a été trouvée autour de l'île. Pendant la Guerre d'indépendance espagnole, San Simón fut parfois menacée par l'avancée des troupes françaises, et l'île fut abandonnée puis réoccupée à de nombreuses reprises.

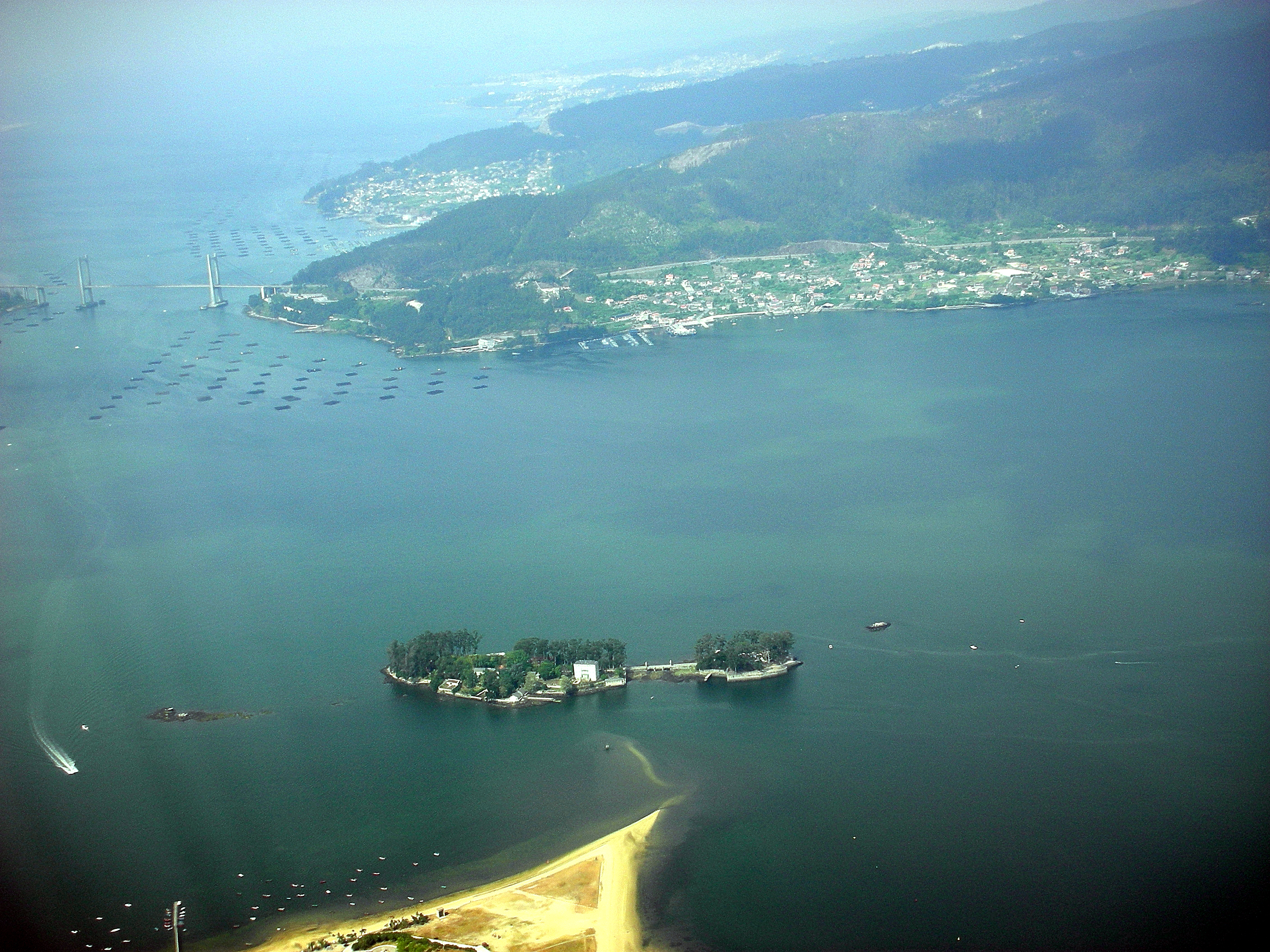
Les îles de San Simón et San Antón, vue du ciel.

L'occupation continue par les ordres monastiques était due à sa belle situation géographique, à son isolement. Cependant, les attaques des puissances étrangères et les guerres civiles contribuèrent à l'instabilité sur l'île et dans la région en général. Il y eut un conflit simultané en Galice, les guerres d'Irmandiñas. L'archipel de San Simón fut également témoin de ces conflits, et le représentant de Sotomaior, Fernando Andrade, fut grièvement blessé. À partir du milieu du XVIIe siècle, l'île fut abandonnée. Par la suite, par ordonnance royale du 6 juin 1838 et avec l'aide du marchand riojan Velázquez Moreno, l'île fut transformée en lazaret. L'île de San Antón abritait les malades incurables tandis que San Simón abritait les autres. Compte tenu des fréquentes quarantaines auxquelles étaient soumis les navires empruntant la route américaine, ce port était indispensable à tout port souhaitant accéder aux routes maritimes au long cours, ce qui joua un rôle important dans l'expansion du port de Vigo et l'implantation des conserveries catalanes. De nombreuses épidémies de choléra et de lèpre venues de l'étranger furent éradiquées. La léproserie fut fermée en 1927 et le pont reliant l'île de San Antón fut construit ; jusqu'alors, le seul moyen de communication entre les deux îles était la mer.

### Guerre civile

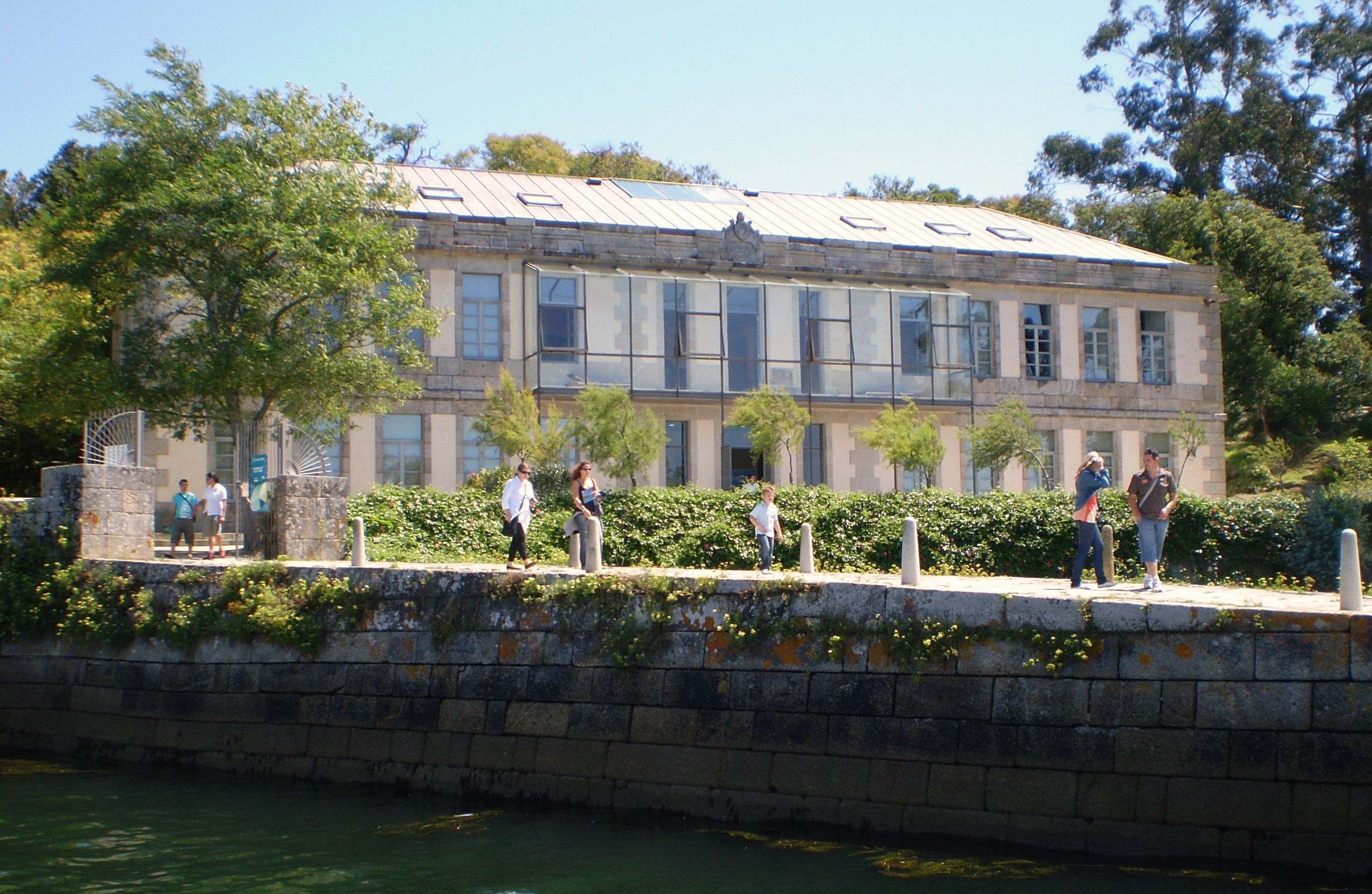
Ancienne prison de San Simón.

À partir de 1936, avec le déclenchement de la guerre d'Espagne, les bâtiments de l'île servirent de camp de concentration et d'extermination pour les prisonniers politiques opposés au franquisme. Au début, la plupart d'entre eux venaient des régions voisines comme Vigo, Pontevedra, la province d'Ourense et Vilagarcía de Arousa ; après la chute du front nord républicain, les prisonniers arrivèrent des Asturies, de León, de Cantabrie et du Pays basque. Une fois la guerre civile terminée, des prisonniers furent transférés de toutes les prisons d'Espagne. Officiellement classé comme colonie pénitentiaire, il s'agissait en réalité d'un camp de concentration pour prisonniers politiques communistes, républicains, socialistes et anarchistes. Il resta en activité jusqu'en 1943.

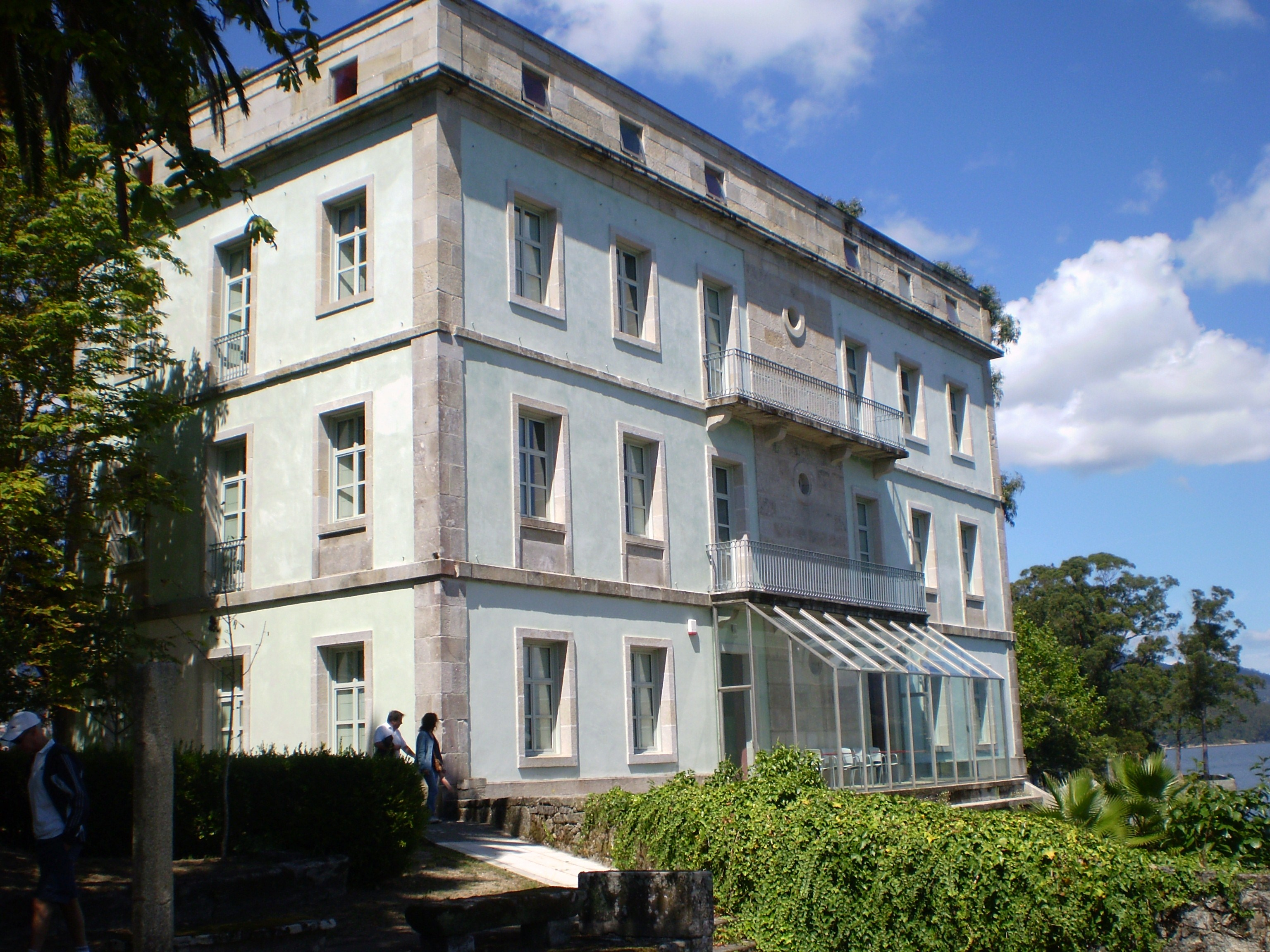
Ancien lazaret

L'ancienne léproserie servit alors à loger le personnel militaire chargé de la surveillance de l'île, ainsi qu'à des fins administratives, d'intendance et d'infirmerie. Des tours de guet furent construites pour ses nouvelles fonctions, et les murs et les entrées furent améliorés.
Les prisonniers étaient soumis à des conditions inhumaines et répartis dans différents pavillons aux conditions sanitaires et de vie déplorables. Les fusillades de masse étaient fréquentes sur l'île ; on estime que des centaines de prisonniers politiques y ont trouvé la mort, principalement aux mains des phalangistes. L'île était considérée comme l'une des prisons les plus redoutables de Franco. Rien qu'en 1941, 250 personnes ont péri à San Simón.
Tous les survivants du camp ont mentionné le père Nieto pour sa cruauté particulière envers les détenus ; il brandissait souvent un pistolet tout en contraignant et en insultant les détenus, les forçant à aller à la messe sous peine de mort. Un garde du camp a raconté ce qui s'est passé après un peloton d'exécution : « Il y en avait un qui était grièvement blessé et mourait à terre, tandis que le père Nieto lui disait : Meurs, meurs, impie rouge, tout en le frappant avec sa canne. » .
L'île de San Simón a servi de décor à la fin du film El lápiz del carpintero, où Da Barca, un prisonnier politique, a été transféré sur l'île, l'une des prisons dont il était dit qu'il était presque impossible de s'échapper vivant. Elle est également apparue dans le roman de 2021 d'Agustín Fernández Mallo, The Things We've Seen, dans lequel un romancier assiste à une conférence tenue sur l'île.

## Bâtiments et installations

### Bâtiments
La Résidence Stella Maris est le plus haut bâtiment des îles, avec un sous-sol, un rez-de-chaussée et deux étages. Elle servait de résidence à l'époque du lazaret, et abritait également des bureaux et les logements du directeur lorsque l'île était une colonie pénitentiaire. On y trouve également la Maison des officiers de la mer et l'École de voile, un aquarium, un musée et une bibliothèque, ainsi qu'un bâtiment polyvalent.

### Monuments

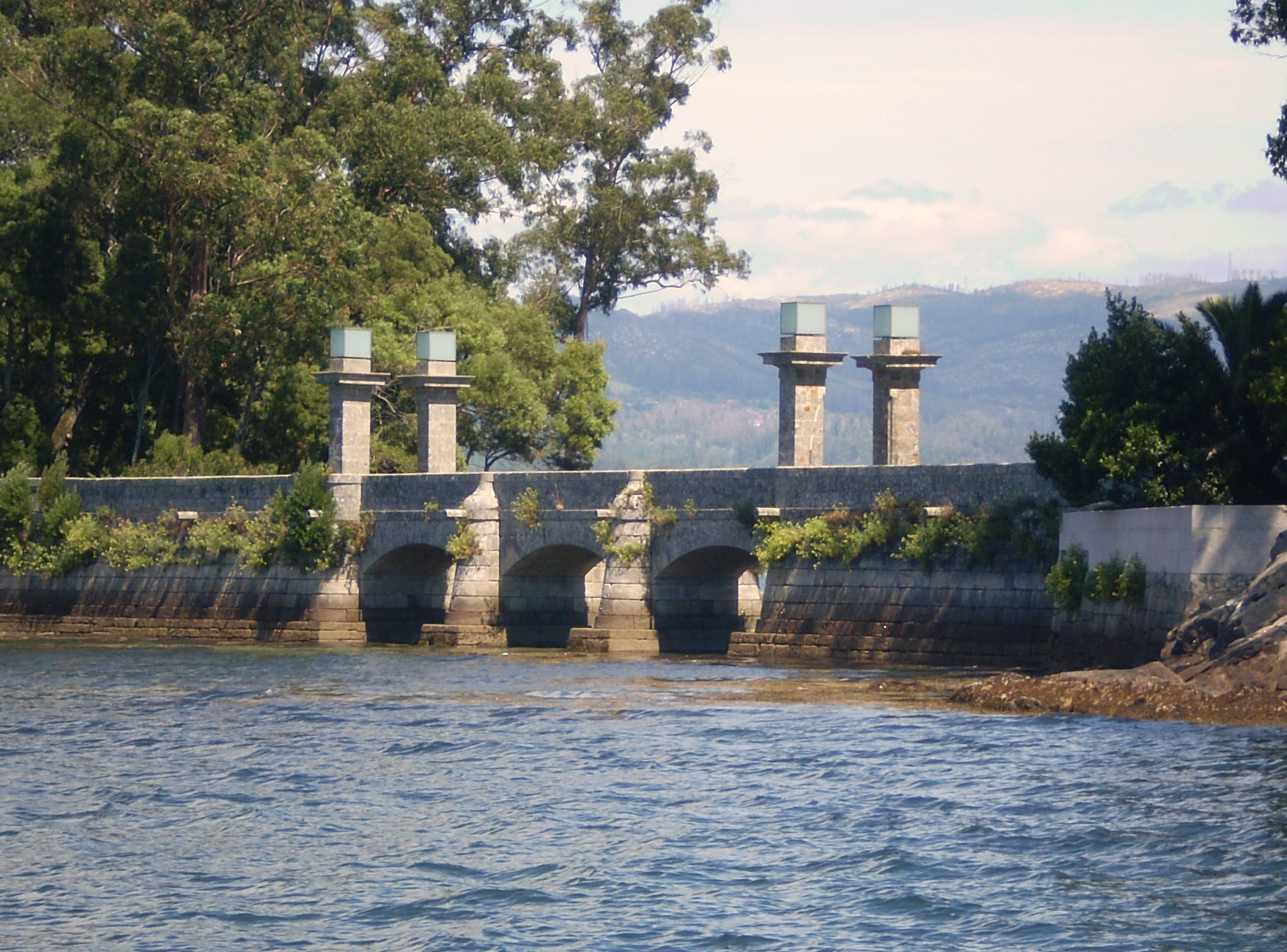
Pont qui relie les îles de San Simón et Santo Antón.

En 1991, le pont reliant San Simón à San Antón a été inclus dans le catalogue des monuments de la province de Pontevedra. D'autres monuments sont le Belvédère de l'embouchure de l'estuaire, le Belvédère du fond de l'estuaire, la Chapelle de San Pedro, le Paseo dos buxos, la Promenade des arbres centenaires formant des arches, et le Monument en l'honneur de Jules Verne.